# Letterontwerper

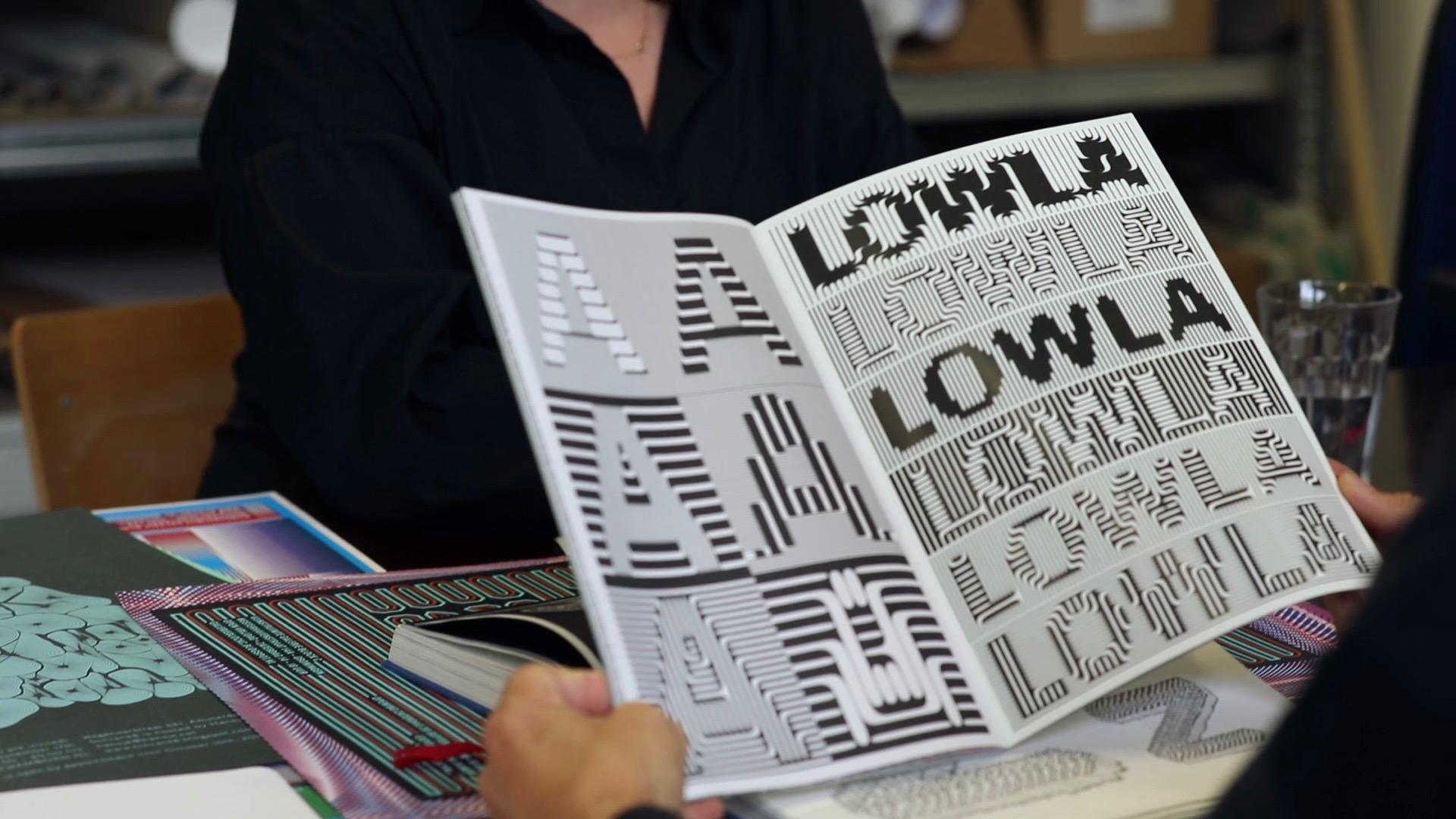
letterontwerper

Een letterontwerper is een persoon die voor zijn beroep lettertypen ontwerpt.
Het beroep is vakinhoudelijk veranderd indertijd; waar vroeger alles nauwkeurig op papier werd getekend, worden tegenwoordig wiskundige formules voor de krommen gebruikt en computers voor het rekenen en tekenen ('hinten').
De vroegere letterontwerpers zijn zo indrukwekkend, dat lettertypen van de moderne tijd nog gebaseerd worden op de voorbeeldige eeuwenoude lettertypen.
Letterontwerpers hebben vaak hun inspiratie gehaald uit een bestaand lettertype, waarop minimale aanpassingen gemaakt worden, teneinde de leesbaarheid en harmonie in de tekst te verbeteren. Het kan gaan om minieme verschillen van tienden van millimeters.
Moderne letterontwerpers werken ook in opdracht van bedrijven die een eigen lettertype in hun huisstijl willen hebben. Dat heeft voor grote bedrijven soms ook een financieel voordeel: het in opdracht laten ontwerpen van een eigen lettertype kan voordeliger uitpakken dan een licentie voor het gebruik van een bestaand lettertype voor de hele organisatie.